# Brignais
Brignais är en kommun i departementet Rhône i regionen Auvergne-Rhône-Alpes i östra Frankrike. Kommunen ligger i kantonen Saint-Genis-Laval som tillhör arrondissementet Lyon. År 2022 hade Brignais 12 330 invånare.

## Befolkningsutveckling
Antalet invånare i kommunen Brignais
| Referens: INSEE |